# Черкасский сельский округ
Черкасский сельский округ (каз. Черкасск ауылдық округі) — административная единица в составе Аккайынского района Северо-Казахстанской области Казахстана. Административный центр — село Черкасское.
Население — 1830 человек (2009, 2538 в 1999, 2879 в 1989).

## История
Черкасский сельсовет образован 30 июля 1957 года. 12 января 1994 года постановлением главы Северо-Казахстанской областной администрации создан Черкасский сельский округ. В состав сельского округа 12 февраля 1997 года вошла территория ликвидированного Новороссийского сельского совета (села Новороссийское, Целинное). Село Целинное было ликвидировано 27 мая 2005 года.

## Состав
В состав округа входят такие населенные пункты:
| Населенный пункт     | Население, человек (1989) | Население, человек (1999) | Население, человек (2009) |
| -------------------- | ------------------------- | ------------------------- | ------------------------- |
| Добровольское, село  | 439                       | 514                       | 380                       |
| Новороссийское, село | 863                       | 556                       | 253                       |
| Целинное, село       | 202                       | 19                        | -                         |
| Черкасское, село     | 1375                      | 1468                      | 1197                      |